# ラジ・レディ
ラジ・レディ（Dabbala Rajagopal "Raj" Reddy、1937年6月13日 - ）はインド系アメリカ人の計算機科学者で、計算機科学と人工知能の先駆者の1人であり、スタンフォード大学とカーネギーメロン大学 (CMU) で40年間研究を行っている。CMUではロボティクス研究所の初代所長を務めた。インドでは低所得層や地方の有能な若者の教育のため Rajiv Gandhi University of Knowledge Technologies の創設に貢献した。インド情報技術大学ハイデラバード校の運営評議会会長も務めている。人工知能での業績が認められ、1994年アジア系で初めてチューリング賞を受賞した。2012年現在はカーネギーメロン大学計算機科学科で計算機科学とロボット工学の教授を務めている。

## 経歴
インドのチェンナイ近郊の Katur で生まれた。1958年、インドのマドラス大学を卒業後、交換留学生としてオーストラリアに移り住む。オーストラリアのニューサウスウェールズ大学で土木工学の修士号を取得し、1960年からオーストラリアのIBMで働いた。その後アメリカに渡り、1966年にはスタンフォード大学で計算機科学の博士号を取得した。彼は、ジョン・マッカーシーの下で博士号を取得した最初の学生でもある。
1966年から1969年までスタンフォード大学で計算機科学の助教授を務めていた。1969年にカーネギーメロン大学の準教授となる。1973年に正教授となり、1984年に大学教授 (University Professor) となった。
1979年から1991年までカーネギーメロン大学ロボティクス研究所の初代所長務め、1991年から1999年まで計算機科学部の学部長を務めた。学部長として Language Technologies Institute、Human Computer Interaction Institute、Center for Automated Learning and Discovery（後に機械学習科に改称）、Institute for Software Research の創設に関与した。インドでは、インド情報技術大学ハイデラバード校の運営評議会会長を務め、Rajiv Gandhi University of Knowledge Technologies の学長と運営評議会会長を務めている。
1999年から2001年まで、ビル・クリントン大統領のための情報技術諮問委員会 (PITAC) の共同議長も務めた。アメリカ人工知能学会設立にも尽力し、1987年から1989年まで会長を務めた。また、イスラエルのペレス平和センターの国際理事会の理事も務めている。インドの過疎地での効率的医療を技術革新で可能にすることを目的とするEMRIとHMRIの運営委員も務めている。

## 研究
レディの初期の研究は当初は大学院生として、後には助教授として1969年にCMUに移るまでスタンフォード大学の人工知能研究所で行われた。主に知覚と運動の面を研究し、会話、言語、視覚、ロボット工学などを主題としていた。30年に渡り、レディと同僚らは言語の発声に関するシステムの歴史的デモンストレーションをいくつか行っている。例えば、ロボットの音声制御、大規模な語彙を接続した音声認識、話者を選ばない音声認識、語彙を制限しない音声認識などがある。また、タスク指向コンピュータアーキテクチャ、自然風景の分析、情報への普遍的アクセス、自律ロボットシステムといった分野でも独創的な貢献をしている。Hearsay I は連続的な音声認識が可能な世界初のシステムで、後継の Hearsay II、Dragon、Harpy で現代の商用音声認識技術の基盤となる様々なアイデアを具現化していった。中でも複数の知識源をうまく扱う "blackboard model" は、様々な人工知能の領域で応用されている。
他の主要な関心領域として「社会サービスにおけるテクノロジー」の役割の研究がある。その分野での初期の試みとしては、1981年にフランスで Jean-Jacques Servan-Schreiber が設立した“Centre Mondial Informatique et Ressource Humaines”がある。これには技術チームとしてニコラス・ネグロポンテ、アラン・ケイ、シーモア・パパート、テリー・ウィノグラードが関わり、レディは同センターのチーフサイエンティストを務めた。また1980年代のこととしては他に、1メガバイトの主記憶・1メガピクセルのディスプレイ（1024x1024）・1MIPSのCPUを要求する「3M computer」という、当時の水準として見ると「高スペックのワークステーション」の目安を具体的に示した、というものがある（詳細は英語版 en:3M computer を参照）。
最近の研究のひとつとして "Universal Digital Library Project" がある。このプロジェクトはあらゆる書籍を電子化することを目標としている。

## 賞と栄誉
- 1994年 - レジオンドヌール勲章。“Centre Mondial Informatique et Ressource Humaines”への貢献に対して[27]
- 1994年 - チューリング賞。エドワード・ファイゲンバウムと共同受賞。受賞理由は「先駆的な大規模人工知能システムの設計と開発および、人工知能技術の実用性と潜在的価値を広く知らしめたことに対して」である[26]。
- 2001年 - パドマ・ブーシャン勲章（インドの勲章の1つ）[29]
- 2004年 - 大川賞
- 2005年 - 本田賞[30]
- 2006年 - ヴァネヴァー・ブッシュ賞（アメリカ国立科学財団）[31]
- 2008年 - IEEE James L. Flanagan Speech and Audio Processing Award[32]
- 2011年 - IEEE Intelligent Systems の人工知能の殿堂入り[33][34]

また、全米技術アカデミー、アメリカ芸術科学アカデミー、中国工程院、インド科学アカデミー、インド工学アカデミーの会員である。Sri Venkateswara University、アンリ・ポアンカレ大学、ニューサウスウェールズ大学、Jawaharlal Nehru Technological University、マサチューセッツ大学、ウォーリック大学、Anna University、インド情報技術大学、インド工科大学カラグプル校、Andhra University、香港科技大学から名誉博士号を授与されている。

## 著作
- To Dream the Possible Dream. CACM, May 96, 39, 5, 105-112 2011年9月8日閲覧。 - チューリング賞受賞講演